# Costado
O costado é em náutica o invólucro do casco acima da linha de flutuação (a interseção da superfície da água com o contorno externo do navio). Em arquitectura naval e durante a construção do navio, o costado é o revestimento do casco acima do bojo.